# Альфонсо Лоренсо
Альфонсо Лоренсо (ісп. Alfonso Lorenzo) — аргентинський футболіст, що грав на позиції півзахисника, зокрема, за клуби «Барракас Сентраль», а також національну збірну Аргентини.

## Клубна кар'єра
У футболі дебютував 1928 року виступами за «Барракас Сентраль», в якій провів три сезони, взявши участь у 67 матчах чемпіонату.  Більшість часу, проведеного у складі «Барракас Сентраль», був основним гравцем команди.
Протягом 1931 року захищав кольори «Феррокаріль Оесте».
1932 року повернувся до клубу «Барракас Сентраль», за який відіграв 2 сезони. Завершив професійну кар'єру футболіста виступами за команду «Барракас Сентраль» у 1934 році.

## Виступи за збірну
Був присутній в заявці збірної Аргентини на чемпіонаті світу 1934 року в Італії, але на поле не виходив.